# Хуана Роза Агірре
Хуана Роза Агірре Луко (20 листопада 1877 — 8 грудня 1962) — перша леді Чилі (з 25 грудня 1938 по 25 листопада 1941) і дружина президента Педро Агірре Серда, який також був її двоюрідним братом.
Була дочкою популярного лікаря Хосе Хоакіна Агірре Кампоса та його другої дружини Мерседес Луко Гутьєррес. Одружилась з Педро Агірре Серда у 1916 році, але дітей у них так і не було. Першою леді Чилі вона стала в 1938 році, коли її чоловік обійняв пост президента.
Була віддана освіті й популярною серед громадськості та була прихильницею участі жінок у політиці в Чилі.
Після смерті чоловіка від туберкульозу в 1941 році створила на його пам'ять Фонд дитячого будинку Педро Агірре Серда для догляду за покинутими дітьми.